# Le Plessier-Huleu
Le Plessier-Huleu è un comune francese di 81 abitanti situato nel dipartimento dell'Aisne della regione dell'Alta Francia.

## Società

### Evoluzione demografica
Abitanti censiti